# Paul Baum

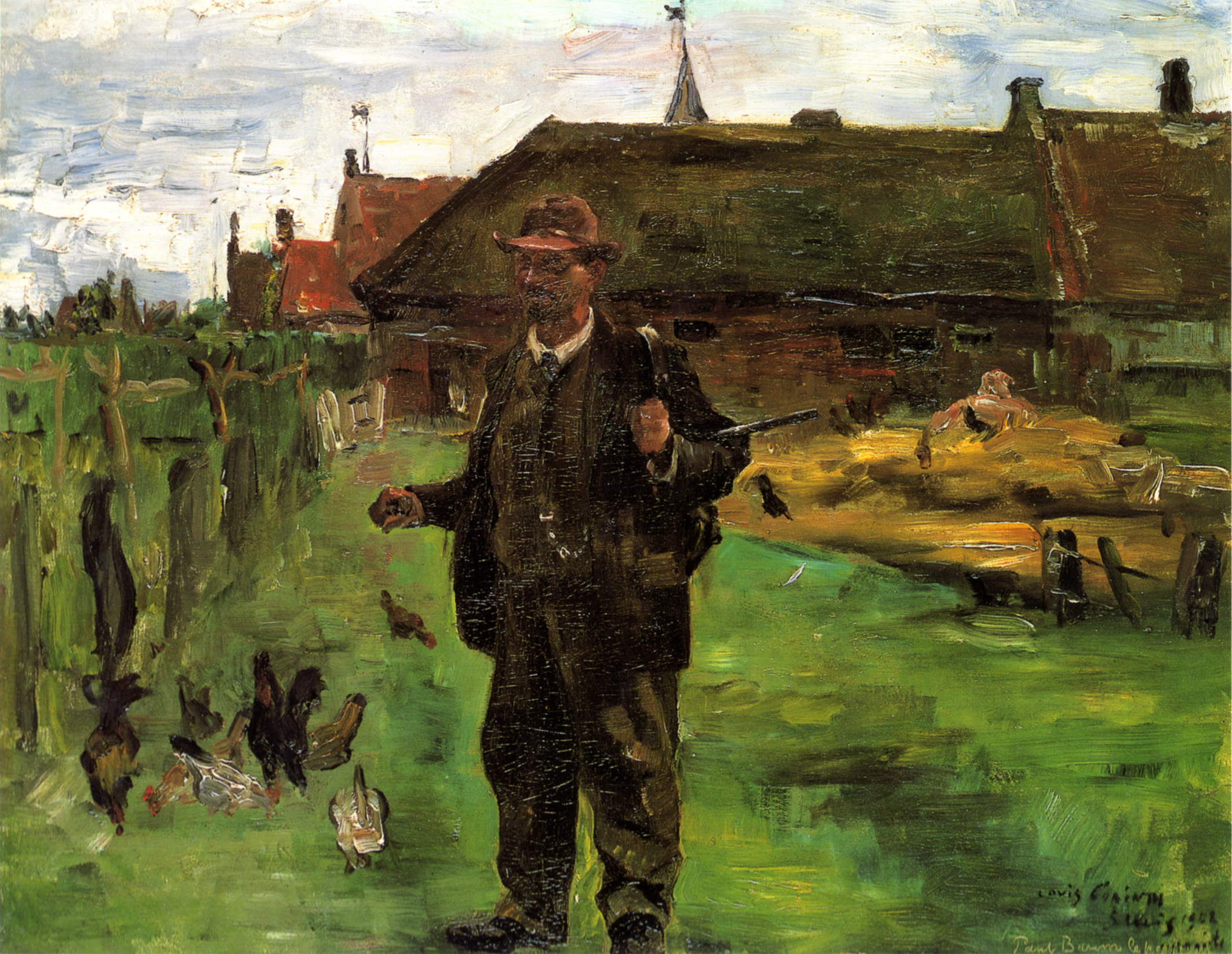
Porträt des Malers Paul Baum in Sluis door Lovis Corinth.

Paul Baum (Meißen, 22 september 1859 - San Gimignano, 15 mei 1932) was een Duits neo-impressionistisch schilder, tekenaar en kunstpedagoog.

## Leven en werk
In 1876 was Baum porseleinschilder aan de Meissener Manufaktur in zijn geboorteplaats. Het jaar daarop begon hij zijn studie aan de kunstacademie in Dresden, die hij in 1878 vervolgde op de Kunsthochschule in Weimar, bij onder anderen Theodor Hagen. Hij geldt als de belangrijkste (en laatste) (neo-) impressionistische Duitse schilder.
Aanvankelijk werkte hij in de stijl van de School van Barbizon en gebruikte hij vrij donkere kleuren. Na zijn kennismaking met het werk van impressionisten als Claude Monet, Camille Pissarro en Alfred Sisley tijdens een reis naar Parijs in 1890 hanteerde hij een lichter palet en een lossere toets.
In datzelfde jaar vestigde hij zich in Knokke, waar hij vier jaar verbleef en deel uitmaakte van de Knokse Schilderskolonie, waarna hij terugkeerde naar Dresden als lid van de 'Dresdner Sezession'. Inmiddels had hij via Théo van Rysselberghe kennisgemaakt met de kleurenleer van Paul Signac en Georges Seurat, bekende voormannen van de stijl van het pointillisme of 'divisionisme', en ging hij ook in deze stijl werken.
In 1895 vestigde Baum zich in Sint Anna ter Muiden, nabij Sluis, en maakte van daaruit diverse reizen door Europa. In 1914 ging hij terug naar Dresden, waar hij benoemd werd tot leraar aan de plaatselijke kunstacademie.
Baum vervaardigde vele landschapschilderingen, zowel van locaties in Duitsland als in Vlaanderen en Nederland.
Vanaf 1924 bracht de schilder zijn meeste tijd door in San Gimignano, waar hij in 1932 overleed aan een longontsteking.

## Hollandse en Belgische werken

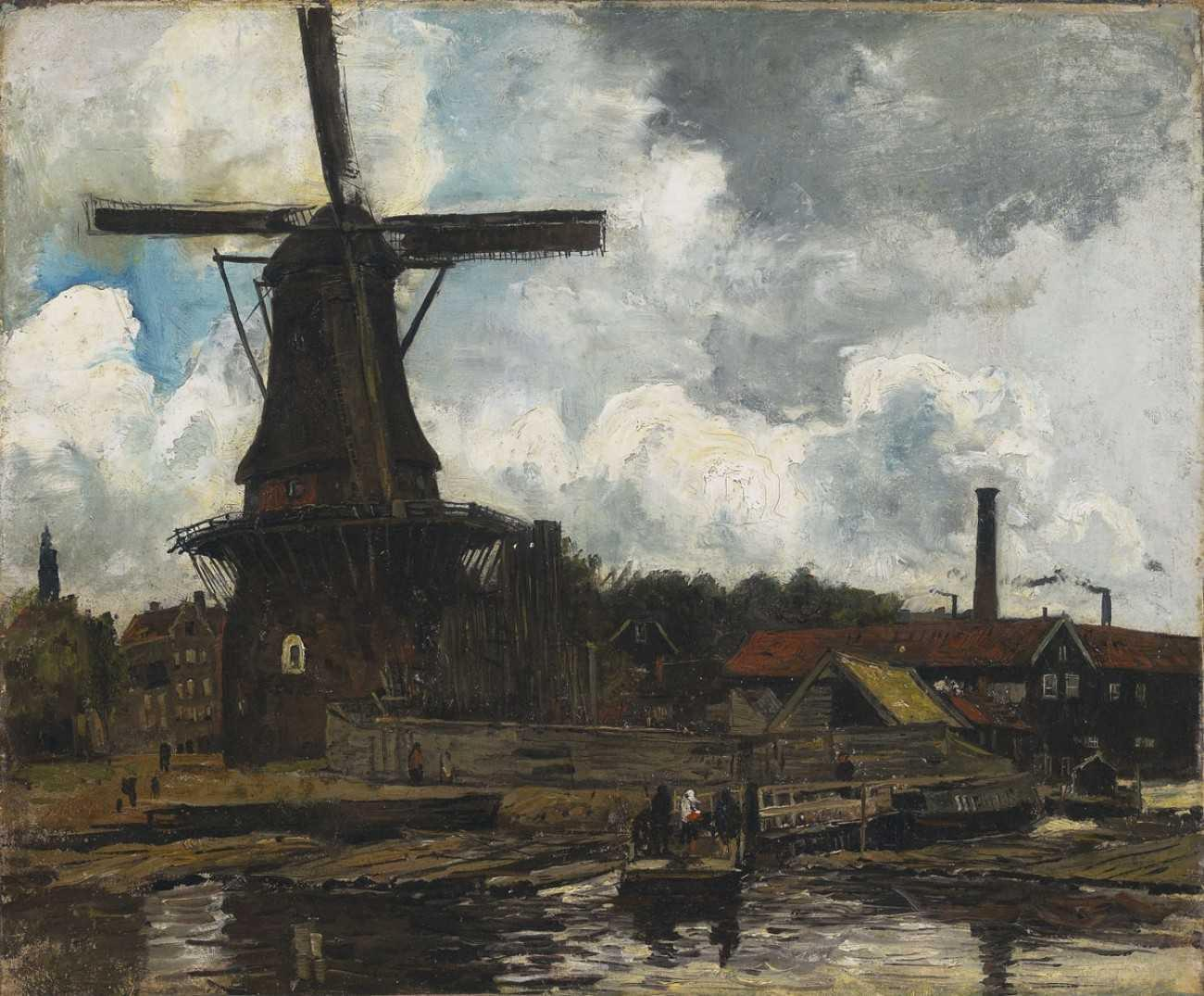
Hollands rivierlandschap met windmolen
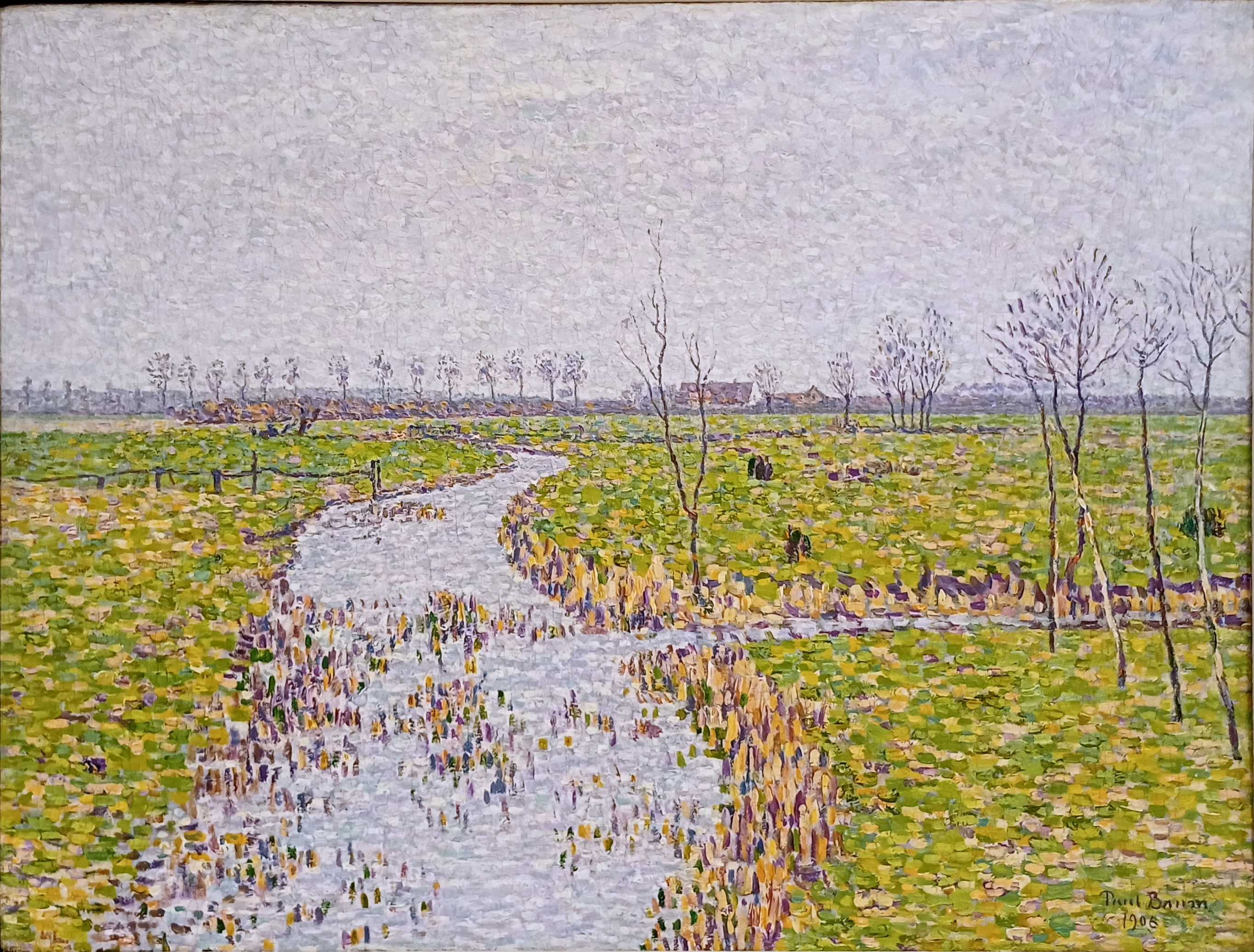
Landschap bij Sluis
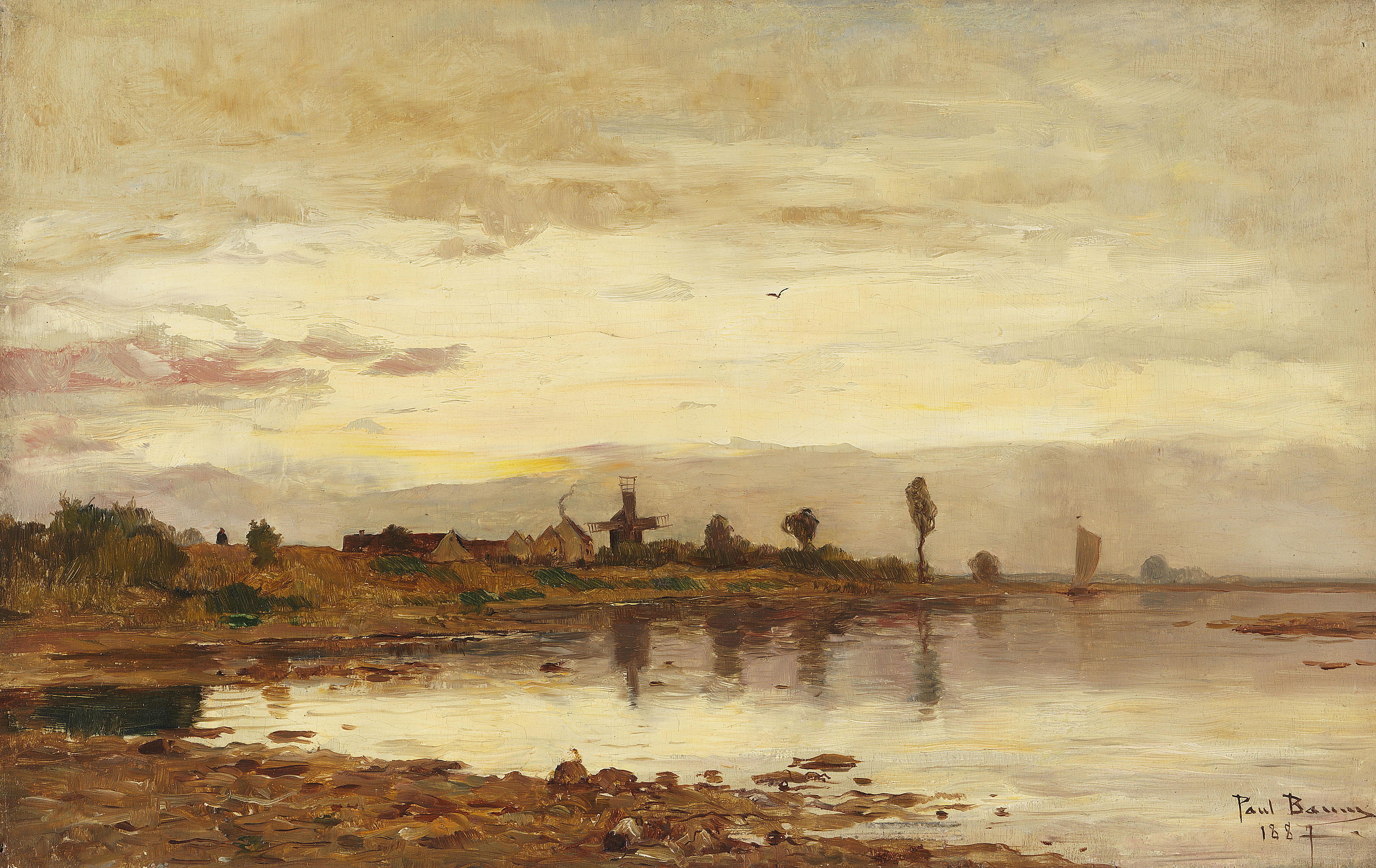
Hollands kanaallandschap
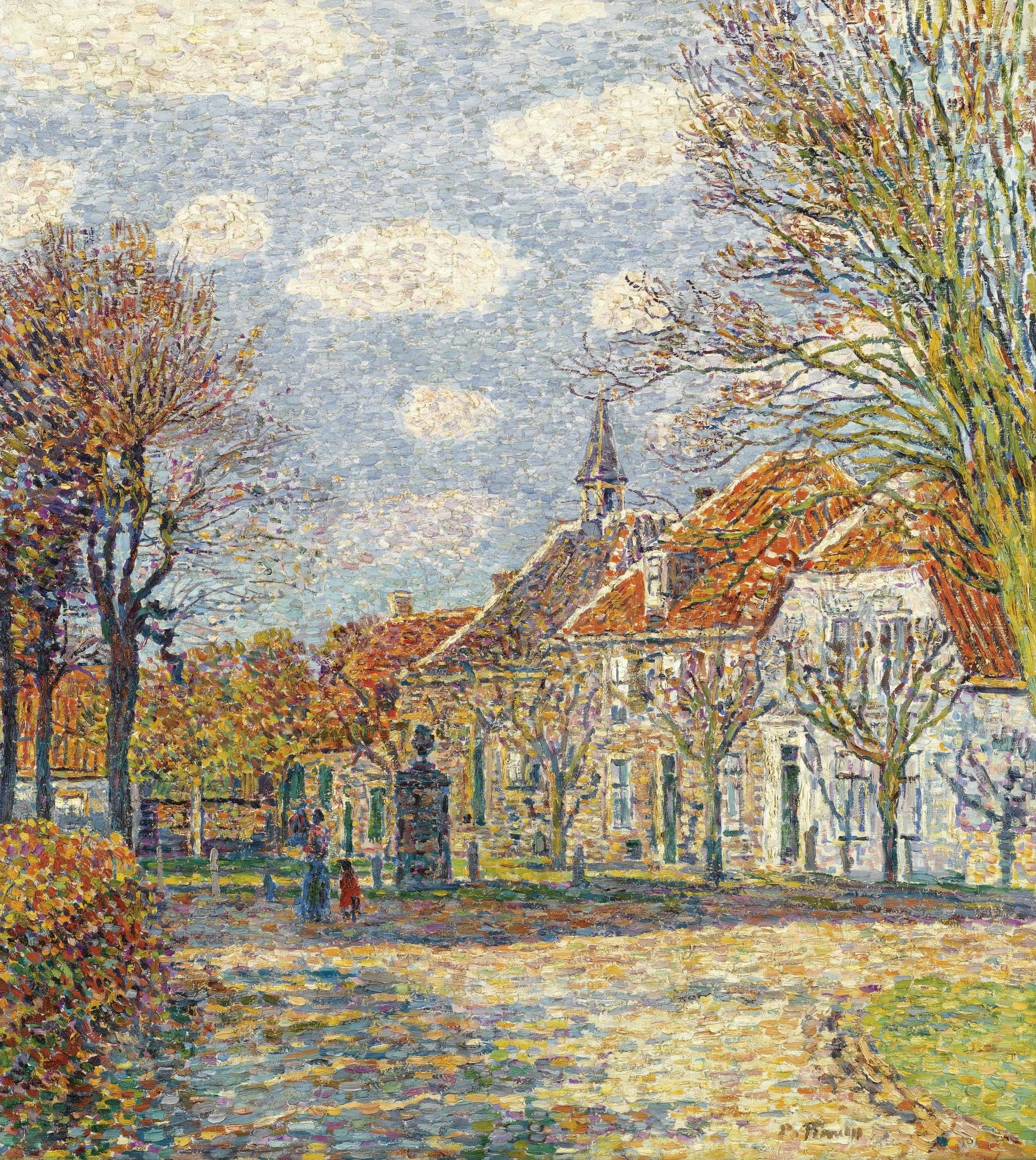
Gemeentehuis in St. Anna
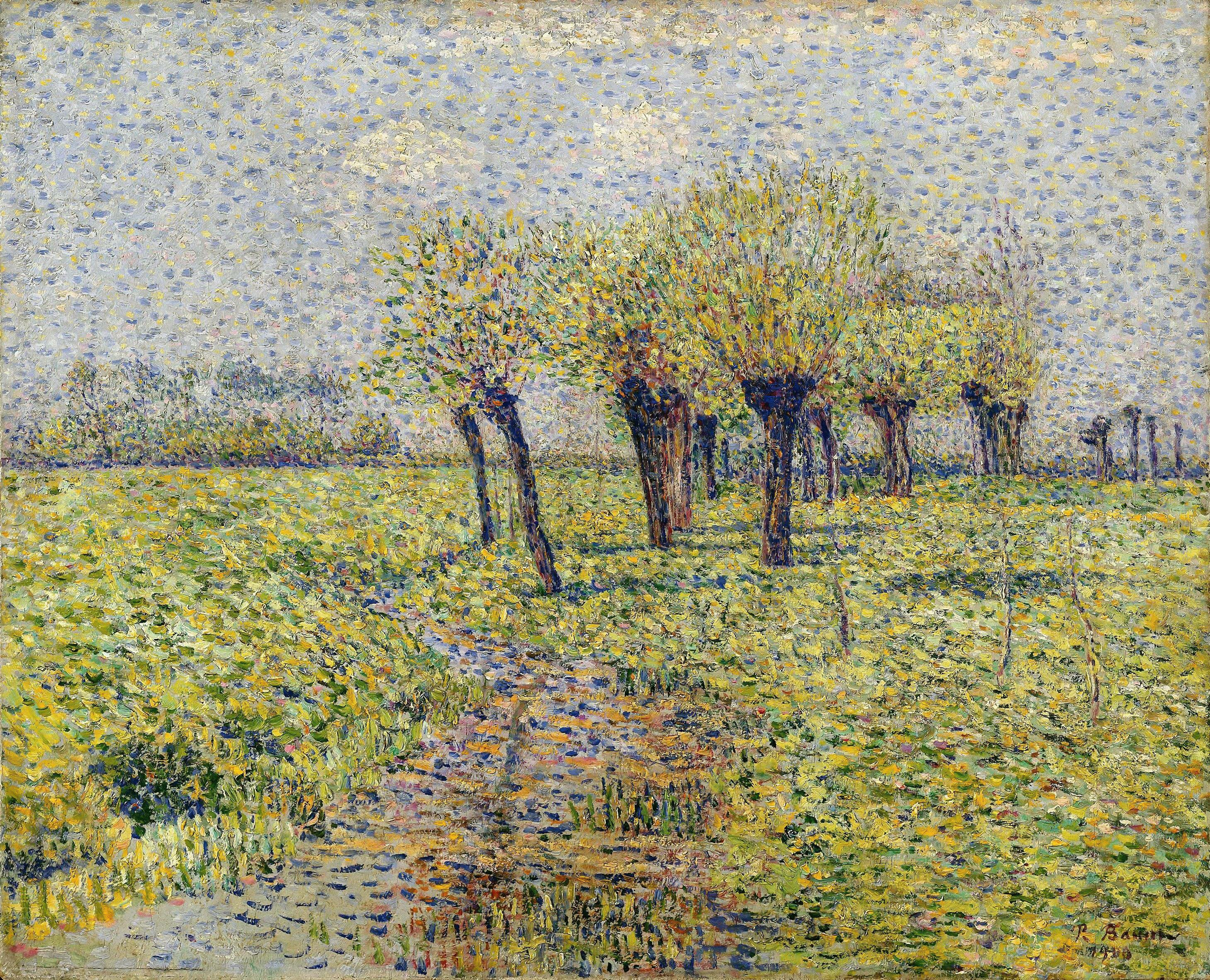
Sint Anna ter Muiden, weiden aan een beek
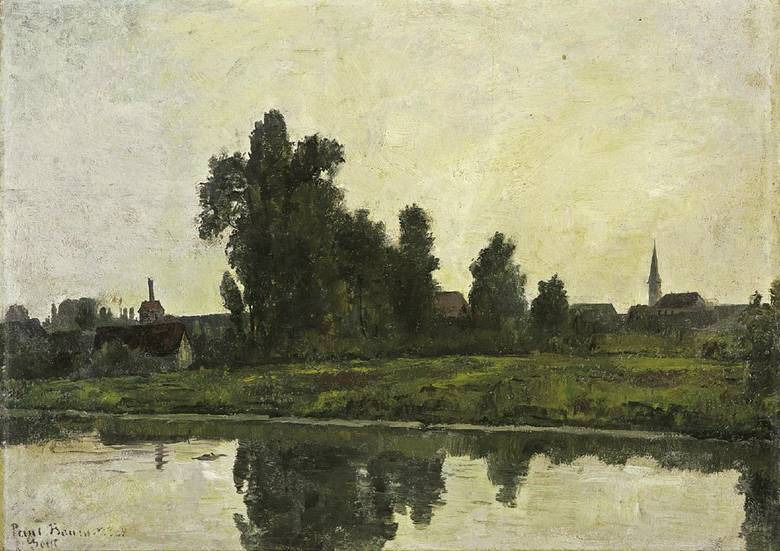
Landschap aan een rivier, voor Gent